# Yabba Dabba Dinosaures!
Yabba-Dabba Dinosaures est une série télévisée d'animation américaine et un dérivé de la série originale, Les Pierrafeu, la première depuis Cave Kids. La série a été diffusée pour la première fois sur HBO Max le 30 septembre 2021. La série a été retirée de HBO Max en août 2022. Elle a été diffusée du 3 février 2020 au 19 février 2020 sur Boomerang au Royaume-Uni et en Irlande,,.
En France, la série est diffusée depuis le 30 août 2020 dans l'émission Quoi de neuf Bunny ? sur France 3, puis devient par la suite une exclusivité Boomerang en 2021.
Au Québec, la série est diffusée sur Télétoon.

## Synopsis
Pépite Pierrafeu et Bam-Bam Laroche sont deux amis inséparables qui font tout ensemble, qu'il s'agisse d'aller à l'école, jouer ensemble le week-end, ou monter sur d'énormes dinosaures. Suivez leurs aventures à Caillouville, à l'âge de pierre, et retrouvez plein de visages familiers comme Fred Pierrafeu, Barney, Betty et tous leurs amis préhistoriques !

## Distribution

### Voix originales
- Jessica DiCicco : Pépite Pierrafeu
- Ely Henry : Bam-Bam Laroche
- Jeff Bergman : Fred Pierrafeu
- Tress MacNeille : Wilma Pierrafeau
- Kevin Michael Richardson : Barney Laroche
- Grey Griffin : Betty Laroche et Wicky
- Eric Bauza : Dino

### Voix françaises
- Audrey D'Hulstere : Pépite Pierrafeu
- Maxime van Santfoort : Bam-Bam Laroche
- Michel Hinderyckx : Fred Pierrafeu
- Fabienne Loriaux : Wilma Pierrafeu
- Benoît Van Dorslaer : Barney Laroche
- Marcha Van Boven : Betty Laroche
- Cécile Florin : Wicky
- Peppino Capotondi : Dino
Version Française
  - Société de Doublage : Dubbing Brothers
  - Adaptation : Julian Daudan
  - Direction des chansons : Nathalie Stas
  - Adaptation des chansons : Patrick Taieb

## Liste des épisodes
| No. épisode | No. dans la saison | Titre original                                          | Titre en français                                          | Scénario                             | Date de diffusion | Date de diffusion                 |
| ----------- | ------------------ | ------------------------------------------------------- | ---------------------------------------------------------- | ------------------------------------ | ----------------- | --------------------------------- |
| 1           | 1 2                | Mistaking Sides Rock Me Plantasaurus                    | Le fruit de la discorde Plantasaurus Carnivorus            | Bryan Condon Dick Grunert            | 3 février 2020    | 30 août 2020                      |
| 2           | 3 4                | Yabba-Dabba-Dabba Kamma-Kamma Chameleon Treehouse Blues | Un dino peut en cacher un autre La complainte de la cabane | Bryan Condon Lesley Tsina            | 4 février 2020    | 6 septembre 2020                  |
| 3           | 5 6                | Yabba-Dabba Don't! Alien vs. Pebbles                    | Pelouse interdite Pépite contre les aliens                 | Patrick Rieger Joan Ford             | 5 février 2020    | 6 septembre 2020                  |
| 4           | 7 8                | Gonna Fly Now The Grass is Always Dinner                | Parés au décollage L'appétit vient en tondant              | Rachel Hastings Steve Clemmons       | 6 février 2020    | 6 septembre 2020                  |
| 5           | 9 10               | Dawn of the Disposals Agony Alley                       | La Nuit des vide-ordures Le chemin de l'angoisse           | Joan Ford Dick Grunert               | 7 février 2020    | 13 septembre 2020                 |
| 6           | 11 12              | Dino Holds Barred The Spirit of Frostnos                | Dino et les Gladiatosaurs L'esprit de Froël                | Joan Ford Mary Halpern-Graser        | 10 février 2020   | 27 septembre 2020                 |
| 7           | 13 14              | Invasion of the Trendsetters Bammnesia                  | Les Limaces-Dodues Bam-Bamnésie                            | Cait Raft Lacey Dyer                 | 11 février 2020   | 4 octobre 2020                    |
| 8           | 15 16              | The Rocks and the Rolliest The Dino Whisperer           | La course de rocher Chuchoteur pour dinos                  | Justin Becker Mike McCafferty        | 12 février 2020   | 11 octobre 2020 6 décembre 2020   |
| 9           | 17 18              | Dinosaurs with Angel Faces The Puddle Sitters Club      | Des dinosaures aux yeux doux Mission baby-sitting          | Bryan Condon Ethan Nicolle           | 13 février 2020   | 11 octobre 2020 8 novembre 2020   |
| 10          | 19 20              | Doppel Dino Pave Crag-adise                             | Le double de Dino Le paradis escarpé                       | Steve Clemmons Rachel Hastings       | 14 février 2020   | 8 novembre 2020 15 novembre 2020  |
| 11          | 21 22              | Art Attack Over My Shed Body                            | T'art attaque Changement de peau                           | Candie Kelty Langdale Steve Clemmons | 17 février 2020   | 15 novembre 2020 22 novembre 2020 |
| 12          | 23 24              | Goo-rillas in the Mist Woman from the Future            | Pépite ou gravier Pépite du futur                          | Justin Becker Lacey Dyer             | 18 février 2020   | 22 novembre 2020 29 novembre 2020 |
| 13          | 25 26              | Caveman Begins The Point of a Friend                    | La vie au rocher escarpé À la pointe de l'amitié           | Steve Clemmons                       | 19 février 2020   | 29 novembre 2020 6 décembre 2020  |